# Meanwhile (album d'Eric Clapton)
Albums de Eric Clapton
Crossroads Guitar Festival 2019
(2020)
Meanwhile est le vingt-deuxième album studio solo d'Eric Clapton. L'édition numérique sort le 2 octobre 2024, la sortie physique est prévue, quant à elle, le 24 janvier 2025 chez Bushbranch Records/Surfdog Records.
En plus de six nouvelles pistes, l'album comprend huit chansons que Clapton a précédemment publiées en tant que singles à partir de 2020, y compris des collaborations avec Van Morrison et Jeff Beck. L'album est enregistré à distance.

## Titres de l'album
| No  | Titre                                                                        | Musique                                                 | Durée |
| --- | ---------------------------------------------------------------------------- | ------------------------------------------------------- | ----- |
| 1.  | Pompous Fool                                                                 | Eric Clapton, Robin Monotti                             | 4:45  |
| 2.  | Heart of a Child                                                             | Eric Clapton, Robin Monotti                             | 7:04  |
| 3.  | Moon River (featuring Jeff Beck)                                             | Henry Mancini, Johnny Mercer                            | 5:06  |
| 4.  | Sam Hall                                                                     | traditionnel                                            | 5:27  |
| 5.  | Smile                                                                        | Charlie Chaplin, Geoffrey Parsons, John Turner          | 3:46  |
| 6.  | Always on My Mind (featuring Bradley Walker)                                 | John Christopher Jr., Mark James, Wayne Carson Thompson | 3:37  |
| 7.  | One Woman                                                                    | John Bettis, Climie                                     | 4:50  |
| 8.  | The Rebels (featuring Van Morrison)                                          | Van Morrison                                            | 4:08  |
| 9.  | The Call                                                                     | Bob Neuwirth                                            | 5:07  |
| 10. | How Could We Know (featuring Judith Hill, Simon Climie, and Daniel Santiago) | Dennis Morgan, Climie                                   | 4:19  |
| 11. | This Has Gotta Stop (featuring Van Morrison)                                 | Eric Clapton                                            | 4:23  |
| 12. | Stand and Deliver (featuring Van Morrison)                                   | Van Morrison                                            | 4:30  |
| 13. | You've Changed                                                               | Chuck Berry                                             | 3:52  |
| 14. | Misfortune                                                                   | Eric Clapton, Richard Lewis                             | 3:25  |

## Musiciens
- Eric Clapton : guitare, chant, mandoline (2)
- Doyle Bramhall II : guitare
- Nathan East : basse
- Chris Stainton : piano
- Tim Carmon : orgue, synthétiseur
- Sharon White et Katie Kissoon : chœurs
- Daniel Santiago : guitare classique (2, 7, 10)
- Paul Carrack : orgue Hammond (1, 3, 7)